# Fritz Beckmann (Schauspieler)
Fritz Beckmann (* 1867; † 29. April 1933 in Berlin) war ein deutscher Schauspieler bei Theater und Film sowie ein Bühnenregisseur.

## Leben
Über Beckmanns Geburtsort, Herkunft und Ausbildung ist derzeit nichts bekannt. Er hatte seit dem ausgehenden 19. Jahrhundert viel Theater gespielt, vor allem an Berliner Bühnen. In den letzten Jahren vor dem Ersten Weltkrieg sah man ihn u. a. am Lustspielhaus und an den Folies Caprice. Zu dieser Zeit hatte Beckmann auch seine allerersten Erfahrungen vor der Kamera gesammelt. Dennoch blieben zunächst die Bühnen der deutschen Hauptstadt seine wichtigsten Wirkungsstätten und er gehörte u. a. den Ensembles des Metropol-, Thalia- und Residenztheaters an.
Bei Kriegsende 1918 konzentrierte er sich intensiv auf die Filmarbeit und wirkte die gesamte Weimarer Republik in einer beträchtlichen Reihe von (filmhistorisch allerdings gänzlich bedeutungslosen) Unterhaltungsproduktionen mit. Beckmann füllte die gesamte Palette von Nebenrollencharakteren aus: So war er mal ein Impresario (in Brutal), ein Geldverleiher (in Die Tragödie der Manja Orsan) oder ein Teppichhändler (in Indische Nächte), mal ein Buchmacher (in Va banque), ein Amtsdiener (in Niemand weiß es), ein Seidenhändler (in Die Verschwörung zu Genua) oder ein Lokführer (in Die Beichte einer Gefallenen). Auch als Polizist, naher Verwandter oder Wirt wurde Beckmann immer wieder eingesetzt. In späteren Jahren wurden Beckmanns Filmcharaktere gravitätischer und ranghöher: Man sah ihn nun als Segelschiffskapitän, als Minister und immer wieder als Direktor einer Bühneninstitution: Theater (Der Gang durch die Hölle, Gern hab’ ich die Frauen geküßt), Varieté (Der Tanz um Liebe und Glück) und Revue (Das war in Heidelberg in blauer Sommernacht).
Zeitgleich reduzierte Fritz Beckmann seine Bühnenpräsenz, doch kehrte er mit Anbruch der Tonfilmzeit auch wieder verstärkt zum Theater zurück. Nach seiner Verpflichtung an die Komische Oper (bis 1931), an die ihn Martin Zickel, einer seiner früheren Arbeitgeber aus der Kaiserzeit, geholt hatte, trat Fritz Beckmann die letzten beiden Spielzeiten in die Leitung des Theaters in der Behrenstraße ein und wirkte dort sowohl als Schauspieler wie auch als Regisseur.

## Filmografie
- 1907: Fest der Handwerker (zweiteiliger Kurzfilm)
- 1918: Der Stolz der Familie
- 1919: Die Prostitution, 1. Teil: Das gelbe Haus
- 1919: Die Tragödie der Manja Orsan
- 1919: Indische Nächte
- 1919: Ut mine stromtid
- 1919: Madeleine
- 1919: Alles verkehrt
- 1920: Das Mädchen aus der Ackerstraße. 1. Teil
- 1920: Brutal
- 1920: Va banque
- 1920: Die Tragödie eines Großen
- 1920: Die Schreckensnacht auf Schloß Drachennegg
- 1920: Maria Magdalene
- 1920: Der siebente Tag
- 1920: Whitechapel. Eine Kette von Perlen und Abenteuern
- 1920: Niemand weiß es
- 1920: Die Verschleierte
- 1920: Der schwarze Gast
- 1921: Die rote Hexe
- 1921: Die Verschwörung zu Genua
- 1921: Planetenschieber
- 1921: Zu Hilfe!
- 1921: Der Held eines Tages
- 1921: Die Beichte einer Gefallenen
- 1921: Der Gang durch die Hölle
- 1921: Die im Schatten gehen
- 1921: Kaschemmenadel
- 1921: Die Diamantenkonkurrenz
- 1921: Die Elixiere des Teufels
- 1922: Bigamie
- 1922: Lola Montez, die Tänzerin des Königs
- 1922: Der große Wurf
- 1924: Das Spiel mit dem Schicksal
- 1925: Das alte Ballhaus (2 Teile)
- 1925: Das Recht muß siegen
- 1926: Schatz mach’ Kasse
- 1926: Gern hab’ ich die Frauen geküßt
- 1926: Das rosa Pantöffelchen
- 1926: In der Heimat, da gibt’s ein Wiedersehn!
- 1926: An der Weser
- 1927: Das war in Heidelberg in blauer Sommernacht
- 1927: Elternlos
- 1928: Moral
- 1928: Mann gegen Mann
- 1929: Besondere Kennzeichen
- 1929: Drei Tage auf Leben und Tod
- 1929: Der Zigeunerprimas
- 1930: Der Liebesmarkt
- 1931: Die Stumme von Portici (Kurzfilm)
- 1931: Der Hauptmann von Köpenick
- 1932: Aus einer kleinen Residenz
- 1932: Der weiße Dämon
- 1932: Im Bann des Eulenspiegels